# Mary Lou Jepsen
Mary Lou Jepsen, née en 1965, est une exécutive technique et inventeuse  du domaine de l'affichage, de l'imagerie et du matériel informatique. Ses contributions ont eu un impact global dans le domaine des Visiocasques, HDTV et des projecteurs. Elle est également cofondatrice de One Laptop per Child (OLPC), Pixel Qi (en), a été chef de projet chez Google X, et après un passage à Facebook / Oculus VR. Elle a ensuite fondé la société OpenWater, spécialisée dans le domaine de l'imagerie par résonance magnétique fonctionnelle, utilisant des techniques holographiques et infrarouges, baissant ainsi le prix et la taille de l'imagerie par rapport à la résonance magnétique.

## Œuvres

### Articles
- (en) P St-Hilaire, SA Benton, ME Lucente, ML Jepsen, J Kollin et H Yoshikawa, « Electronic display system for computational holography », Practical Holography IV, vol. 1212,‎ mai 1990, p. 174-183 (DOI 10.1117/12.17980)
- (en) JS Kollin, SA Benton et ML Jepsen, « Real-time display of 3-D computed holograms by scanning the image of an acousto-optic modulator », Holographic Optics II: Principles and Applications, vol. 1136,‎ 1989, p. 178-186 (DOI 10.1117/12.961683)
- (en) ML Jepsen et HJ Gerritsen, « Liquid-crystal-filled gratings with high diffraction efficiency », Optics letters, vol. 21, no 14,‎ 1996, p. 1081-1083 (DOI 10.1364/OL.21.001081)

### Conférence
- (en + fr) Mary Lou Jepsen, « How we can use light to see deep inside our bodies and brains », sur chaîne Youtube de TED.